# 人生観
人生観（じんせいかん）とは、人間ひとりひとりが、自分自身の人生や人間全般の人生について抱く諸観念のこと。人生の見方。人生についての理解・態度。

## 概説
人生観には様々なタイプのものがある。漠然としたものもあれば、極めて明瞭なものもある。簡潔なものもあれば、人生の目標・評価体系から生き方についての具体的・実践的な指針まで含んだ体系的なものまである。
人生観は情緒的な要素を含んでいることが多い。単に事実についての記述というよりは、むしろ態度決定や価値観に関係する面が大きい。
人生観は、自身の思想や信仰などによって形成される場合がある。その人の生きている時代背景、政治体制、社会的環境の影響を受けていることも多い。また、性別による影響も見られる場合もあり、生まれつきの性格や気質によって生み出される面もある。
生涯あまり変化しない場合もあれば、年齢の影響を受けることもある。ある人がある時点である人生観を抱いているとしても、その後の人生で何らかの経験・体験をすることによって変化することもある。
幼いころから見て育った親の生き方や、親が語って聞かせた人生観が色濃く反映している場合もあれば、親の生き方への反発が人生観を形成している場合もある。親の生き方や人生観とは何ら無関係に形成される場合もある。人生の途上で良き指導者や尊敬できる人物に出会ったことで、積極的な人生観が形成されることもある。海外への旅に出た折に自国では見られない生き方をしている人々に触れたり、価値観の多様さに気づき根本的に人生観が変わる人もいる。

## 人生観の叙述
人生観は、単に観念にとどまらず、意識的であれ無意識的であれ、それを抱く人の判断基準や、ひとつひとつの具体的な行動の選択などにも影響を与えて、長期的に見ればその積み重ねにより、その人の人生のあり方に広範囲の影響を与えていることは多い。
「人生とは〜である」といった一般論の形式で表明・記述されていながらも、実際はその人ひとりの人生について語っているにすぎない場合や、自身に類似した極めて限られた属性を持つ人間の集団の人生についてしか語っていない場合も往々にしてある。その場合は「私の人生は〜でありたい」「私の人生は〜だった」などと読み直すことで、その語り手の人生や心情についての理解を深めたり、人生の多様性の一例として記憶し、その後の社会生活に活かすことも可能である。
現代の日本では、小・中学生の「未来の自分」「将来やりたいこと」などの題名で課された作文や卒業文集などに、人生観と呼べるものが現れることもあり、大人の文章とは異なり技巧に走ったり遠慮から本音を控えたりしていない分、かえって人生観の核心が現れていることもある。かつての日本に目を向けると、武士などが死にゆく時に残した辞世の句などにも、いかにもその人物らしい人生観が表現されているものもある。

## 発想法としての人生観
人生観にもさまざまなものがあり、人は意識的に人生観を選ぶことで自分の発想や行動を変えることもできる。
飯田史彦によると、人生を価値あるものとして認識するためには、人生で生じる様々な出来事に対して、できるだけ多様な意味解釈が可能になるような人生観を選ぶ必要がある、とのことである。例えば “死 ＝ 全ての終わり”などと見なしてしまう人生観よりも、「死 ＝ 異なる世界への旅立ち」という人生観を選んだほうが、人生を「死後の自分」まで含めて考えることができ、ものごとをより長期的な視野でとらえることができるようになるという。また、さらに「死 ＝ 異なる世界への旅立ち + 次の人生の始まり」という人生観でとらえると、さらに長期的な視野でものごとをとらえることができるようになる、とも飯田は指摘している。
最も人生の意味を見出しにくい人生観というのは、“全ての出来事は偶然の積み重ねにすぎない”などと見なす人生観である、と飯田らは指摘している。“全ては偶然”などと考え始めては、人というのは“どうせがんばっても、結果は偶然だ”という思いにとらわれてしまうことになり、“努力しても無駄だ”とか“努力しなくても何とかなる”などというネガティブな観念にとりつかれ、「頑張ってみよう」「正直に生きてみよう」といったような気力が出てこず、ポジティブに生きられないのだ、と飯田は述べた。
せめて、「人生は一度きりであるが、その人生の中では何らかの法則が働いている」という人生観を持てば、人生で起きるさまざまな出来事について意味づけができるようになる、とも飯田は指摘している。「人生は単なる偶然の積み重ねではない。自分の発言や行動が原因となり、必然的な結果がもたらされるのだ」と考えると、人というのは「望ましい結果を実現するためにがんばるぞ」という気力が湧いてくるものなのだと飯田は言う。
飯田は、人生について最も豊穣な意味づけを可能にするのが、「自分たちは、ある法則のもとで人生を何度も繰り返しながら成長している」という人生観だとしている。この人生観を採用すると、「今の人生は、次の人生の下地となるものなのだから、今回の人生を日々大切に生きよう。そうすればその努力は次の人生に反映されるのだ」と希望を持って努力することができる。また、この人生観は、人生の状況を冷静に客観視して、怒りなどの破壊的な感情から抜け出すことができるという効用もある。例えば「今の自分の親は、以前の人生では反対に自分の子供だったのかも知れない」とか「現在の配偶者は、以前の人生では反対の立場の役をまっとうしたのかも知れないし、次の人生でも共に生きて互いを成長させあう人なのかも知れない」「いま憎く思えるあの人は、実は前の人生では無二の親友だったのかも知れない」といった見方ができるようになるといったような例を飯田史彦は挙げている。このように考えることで、目先の出来事に埋没して感情的になってしまっている状態から抜け出て、高い視点から広大な視野でもって、自分の人生を眺めることができるようになる、というのである。
飯田は、上記のような人生観はスピリチュアリティと呼ばれており、「スピリチュアリティというのも、あまたある人生観のひとつであり、人生を前向きに生きるための思考法である」と考えることで、学校教育の場においても安心して ひとつの道具・思考法・発想法として用いることができるようになり、生徒たちに人生を前向きに歩んでもらうためにそれを活かすことができる、とした。

## 関係する文献
- 福田常雄『もっと楽に生きられる―「菜根譚」で変わる人生観』読売新聞社、1998
- 間瀬雅夫『聖書を生きる〈2〉キリスト教の人生観・世界観』ドンボスコ社1999 ISBN 978-4886262462
- 石原慎太郎『法華経を生きる』幻冬舎、2000、ISBN 978-4344400016
- 山本七平『日本人の人生観』講談社学術文庫、1978
- 内藤幹治『中国的人生観・世界観』東方書店 1994
- 吉川英治、松本昭『われ以外みなわが師 (わが人生観)』大和出版、1983、ISBN 4804730184
- 勢古浩爾『結論で読む人生論―トルストイから江原啓之まで』草思社、2006、ISBN 978-4794214980